# 古小路亜美
古小路 亜美（こしょうじ あみ、1996年7月6日 - ）は、競技麻雀のプロ雀士。
日本プロ麻雀協会に所属していたが2023年6月30日をもって退会した。キャッチフレーズは、「復讐の小公女」。麻雀ニュージェネch、麻雀遊戯王などの番組に出演。2023年8月より、日本プロ麻雀連盟に入会した。

## 出演
- 麻雀ニュージェネch
  - 私は実力でいきます！古小路亜美プロの生態に迫る！ - 2020/09/14[6]
  - 【元気してっかフミヤ】古小路亜美プロの生態に迫る！【休日から家庭まで】- 2020/09/17[7]
  - 古小路亜美プロと激辛ペヤングリベンジ！！ - 2021/03/22[8]
- 麻雀遊戯王
  - 麻雀と結婚で悩む女流の人生戦略とは!?【麻雀遊戯セラピー】[出演:宮内こずえ,涼宮麻由プロ,古小路亜美] - 2022/05/11[9]
  - 古小路亜美プロの波瀾万丈壮絶人生【麻雀遊戯ヒストリー】[ご意見番:宮内こずえ] - 2022/05/17[10]
  - 【飲み処由希子】古小路亜美プロの悩みに対して先輩から重みある言葉が…  - 2022/06/30[11]
  - 【宅飲み由希子】まさかの延長戦w!?みんなで和泉宅に押しかけてみたw[出演:和泉由希子、涼宮麻由、古小路亜美] - 2022/07/01[12]